# Arnaud Clément

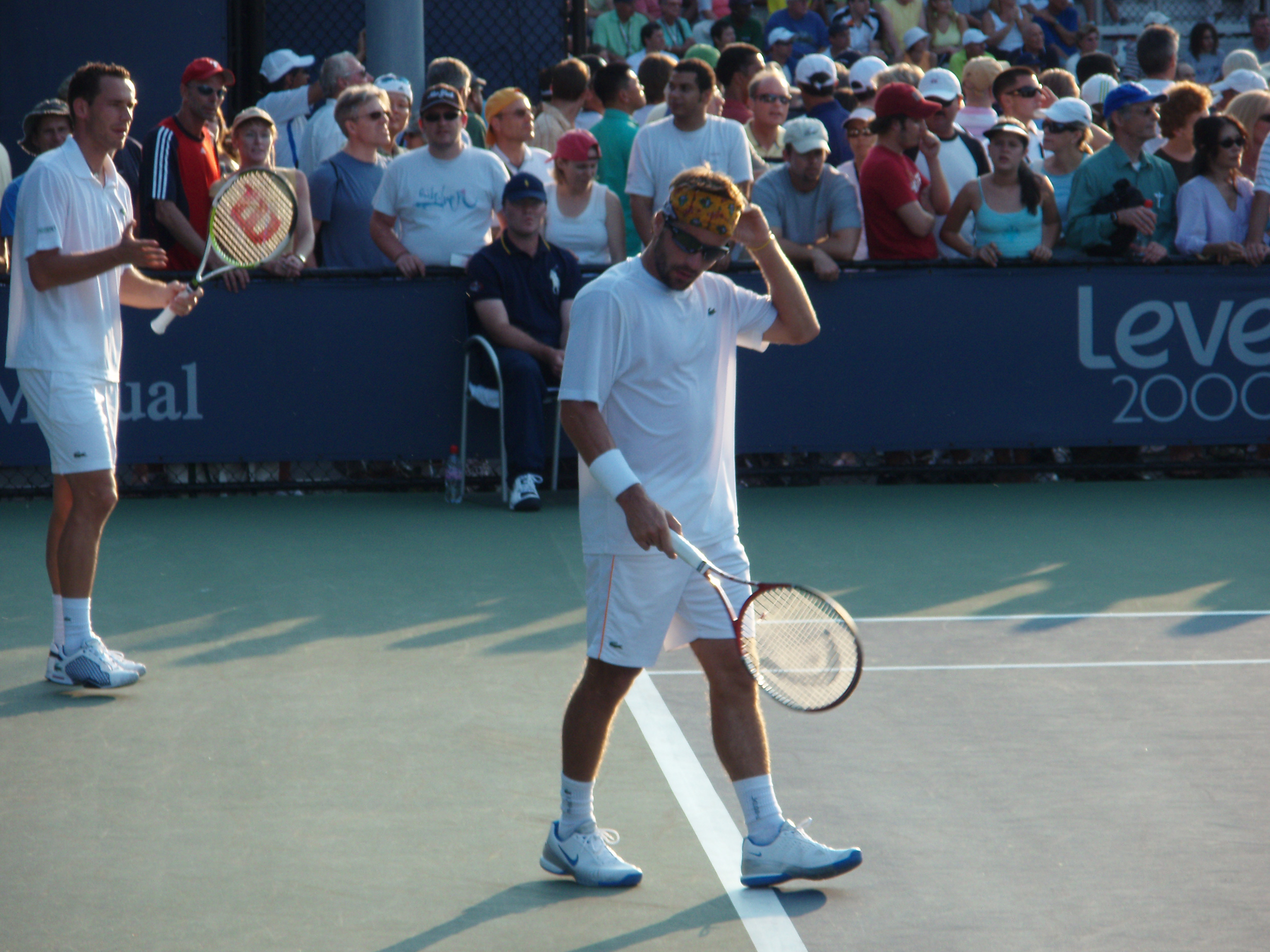
Arnaud Clement under US Open 2007.

Arnaud Marcel Maurice Clément, född 17 december 1977 i Aix-en-Provence, är en fransk högerhänt före detta professionell tennisspelare. 

## Tenniskarriären
Som 18-åring debuterade Clément på ATP-touren 1996. Hans genombrott kom 1999, då han nådde sin första final (Marseille) samt avancerade till åttondelsfinal i US Open. 
Clements hittills mest framgångsrika år var 2001, då han som bäst var rankad 10:a. Årets höjdpunkt var finalplatsen i Australian Open. Andre Agassi vann dock finalen i raka set (6-4, 6-2, 6-2). Clément var även starkt bidragande till Frankrikes finalplats i Davis Cup, genom att vinna fyra av sex singelmatcher.
På karriärens senare år har Clément haft stora framgångar i dubbel. Sammanlagt har hann vunnit 10 titlar, alla med franska partners. Tillsammans med Michael Llodra segrade de 2006 i Wimbledonmästerskapen och året därpå i Franska Öppna. Den 28 januari 2008 rankades han på sin bästanotering, plats 8.
I Franska Öppna spelade Clément och landsmannen Fabrice Santoro den näst längsta singelmatchen i historien. Santoro vann med 6-4, 6-3, 6-7, 3-6, 16-14 och matchen varade i 6 timmar och 33 minuter.

## Spelaren och personen
Arnaud Cléments är en mycket snabb spelare och hans returslag hör till tourens bästa. Han spelar ofta matcher i solglasögon.
2004 deltog Clément i en pan-europeisk reklamfilm för Lacoste.
Vid sju års ålder började han spela tennis, tillsammans med sin äldre bror Bruno. Fadern, en amatör-fotbollsspelare, rakade av sig sin mustasch när sonen vann sin första ATP-titel 2000.

## ATP-titlar
- Singel
  - 2000 - Grand Prix de Tennis de Lyon, Lyon, matta.
  - 2003 - Open de Moselle, Metz, hardcourt.
  - 2006 - Open 13, Marseille, hardcourt. Legg Mason Tennis Classic, Washington D.C, hardcourt.